# Fernanda Torres
Fernanda Torres, właśc. Fernanda Pinheiro Esteves Torres (ur. 15 września 1965 w Rio de Janeiro) – brazylijska aktorka filmowa, teatralna i telewizyjna; okazjonalnie również scenarzystka filmowa. 

## Życiorys
Córka pary aktorskiej Fernando Torresa i Fernandy Montenegro, uważanej za największą aktorkę brazylijskiego kina. Ze strony matki Fernanda Torres ma pochodzenie portugalsko-włoskie.
Już na samym początku swojej kariery aktorskiej odnosiła wielkie sukcesy. Za występ w dramacie Kochaj mnie zawsze albo wcale (Eu Sei Que Vou Te Amar, 1986) u boku Thalesa Pana Chacona zdobyła nagrodę dla najlepszej aktorki na 39. MFF w Cannes, jako pierwsza w historia Brazylijka. 
W 2025 zosta nagrodzona Złotym Globem w kategorii najlepsza aktorka w filmie dramatycznym za pierwszoplanową rolę w filmie I’m Still Here.

## Życie prywatne
Jej pierwszym mężem był reżyser teatralny Gerald Thomas. W 1997 po raz drugi wyszła za mąż za reżysera Andruchę Waddingtona, z którym ma dwóch synów: Joaquima (ur. 2000) i Antônia (ur. 10 kwietnia 2008). Została także macochą João (ur. 1993) i Pedro (ur. 1995).

## Wybrana filmografia
- Inocência (1983) jako Inocência
- A Marvada Carne (1985) jako Carula
- Com Licença, Eu Vou à Luta (1986) jako Eliane
- Kochaj mnie zawsze albo wcale (Eu Sei Que Vou Te Amar, 1986) jako Ona
- A Mulher do Próximo (1988) jako Isabel
- Kuarup (1989) jako Francisca
- Beijo 2348/72 (1990) jako Claudete
- Samotna walka (One Man’s War, 1991) jako Dolly
- Capitalismo Selvagem (1993) jako Elisa Medeiros
- Obca ziemia (Terra Estrangeira (1996) jako Alex
- O Judeu (1996) jako Brites Cardoso
- Cztery dni we wrześniu (O Que É Isso, Companheiro?, 1997) jako Andréia / Maria
- Traição (1998) jako Irene/Dagmar
- Północ (O Primeiro Dia, 1998) jako Maria
- Gêmeas (1999) jako Iara/Marilene
- Os Normais: O Filme (2003) jako Vani
- Redentor (2004) jako Isaura
- Dom z piasku (Casa de Areia, 2005) jako Áurea/Maria
- Saneamento Básico (2007) jako Marina
- A Mulher Invisível (2009) jako Lúcia
- Os Normais 2, A Noite Mais Maluca De Todas (2009) jako Vani
- I’m Still Here (Ainda Estou Aqui) (2024) jako Eunice Paiva